# Xã Willow Creek, Quận McHenry, Bắc Dakota
Xã Willow Creek (tiếng Anh: Willow Creek Township) là một xã thuộc quận McHenry, tiểu bang Bắc Dakota, Hoa Kỳ. Năm 2010, dân số của xã này là 39 người.